# Hokej klub Concordia 1906 Zagreb
Hokej klub Concordia 1906 Zagreb hrvatski je hokejski klub iz Zagreba.
Osnovan je 2014.
Najveći uspjeh u klupskoj povijesti je osvajanje prvenstva Hrvatske u hokeju na travi u sezoni 2020./21.